# Nagła śmierć (film)
Nagła śmierć (tytuł oryg. Sudden Death) – amerykański film fabularny (dreszczowiec) z 1995 roku.

## Opis fabuły
Darren McCord jest byłym pracownikiem straży pożarnej w Pittsburghu. Przed dwoma laty zakończył służbę przeżywając kryzys osobisty po tym jak nie zdołał udzielić pomocy dziewczynce podczas pożaru. Obecnie jest inspektorem pożarowym, specjalistą od zabezpieczeń przeciwpożarowych, pracuje w miejscowej hali sportowej Civic Arena. Trwa mecz hokeja na lodzie, stanowiący siódme, decydujące spotkanie finałowe o Puchar Stanleya w rozgrywkach NHL, pomiędzy zespołami Pittsburgh Penguins i Chicago Blackhawks. Wśród widzów jest wiceprezydent i dzieci Darrena. Dochodzi do ataku terrorystycznego grupy pod wodzą Joshuy Fossa. Zamachowcy porywają wszystkich widzów i grożą, że jeśli ich żądania nie zostaną spełnione, wysadzą halę w powietrze. Darren podejmuje samotną walkę.

## Inne informacje
- Scenariusz filmu stworzył Gene Quintano, bazując na opowiadaniu Karen Elise Baldwin, żony właściciela klubu hokejowego Pittsburgh Penguins, Howarda Baldwina, który był producentem filmu.
- W fabule filmu pojawiają się zarówno autentyczne postaci (sportowcy) i faktyczne wątki np. ze sfery sportowej, jak również fikcyjne elementy.
- W filmie w rolach samych siebie wystąpili zawodowi hokeiści: Kanadyjczycy Luc Robitaille, Bernie Nicholls i Szwed Markus Näslund – reprezentujący Pittsburgh Penguins. Jako bramkarze w obu zespołach zostali anonsowani Ed Belfour (Chicago) oraz fikcyjna postać Brada Tollivera, w którego rolę w scenie w szatni przed meczem wcielił się amerykański hokeista Jay Caufield (występujący w rzeczywistości na pozycji prawoskrzydłowego). Zawodników drużyny z Chicago zagrali zawodnicy zespołu Cleveland Lumberjacks[1].
- W rzeczywistości drużyny spotkały się tylko raz w finale NHL o Puchar Stanleya, rywalizację w sezonie wygrały Pingwiny 4:0. Komentatorzy w filmie podali, że drużyna z Chicago po raz ostatni zdobyli mistrzostwo w 1960, podczas gdy w rzeczywistości było to w 1961[2].

## Główne role
- Jean-Claude Van Damme – Darren McCord
- Powers Boothe – Joshua Foss
- Raymond J. Barry – wiceprezydent Bender
- Whittni Wright – Emily McCord
- Ross Malinger – Tyler
- Dorian Harewood – Hallmark
- Kate McNeil – Kathi
- Michael Gaston – Hickey
- Audra Lindley – pani Ferrara
- Brian Delate – Blair
- Steve Aronson – Dooley
- Michael R. Aubele – Ace